# Orthoplana mediterranea
Orthoplana mediterranea är en plattmaskart som beskrevs av Ax 1955. Orthoplana mediterranea ingår i släktet Orthoplana och familjen Otoplanidae. Inga underarter finns listade i Catalogue of Life.